# Скаппуз (Орегон)
Скаппуз (англ. Scappoose) — місто (англ. city) в США, в окрузі Колумбія штату Орегон. Населення — 8010 осіб (2020).

## Географія
Скаппуз розташований за координатами 45°45′24″ пн. ш. 122°52′36″ зх. д. / 45.75667° пн. ш. 122.87667° зх. д. (45.756601, -122.876707).  За даними Бюро перепису населення США в 2010 році місто мало площу 7,13 км², уся площа — суходіл.

## Демографія
Згідно з переписом 2010 року, у місті мешкали 6592 особи в 2536 домогосподарствах у складі 1791 родини. Густота населення становила 925 осіб/км².  Було 2698 помешкань (379/км²).
Расовий склад населення:
| - 91,2 % — білих - 1,3 % — азіатів - 1,2 % — корінних американців - 0,4 % — чорних або афроамериканців - 0,2 % — вихідців з тихоокеанських островів - 2,2 % — осіб інших рас |

До двох чи більше рас належало 3,5 %. Частка іспаномовних становила 5,1 % від усіх жителів.
За віковим діапазоном населення розподілялося таким чином: 26,0 % — особи молодші 18 років, 60,7 % — особи у віці 18—64 років, 13,3 % — особи у віці 65 років та старші. Медіана віку мешканця становила 37,8 року. На 100 осіб жіночої статі у місті припадало 92,7 чоловіків;  на 100 жінок у віці від 18 років та старших — 89,3 чоловіків також старших 18 років.
Середній дохід на одне домашнє господарство  становив 76 801 долар США (медіана — 61 444), а середній дохід на одну сім'ю — 88 824 долари (медіана — 75 398). Медіана доходів становила 60 344 долари для чоловіків та 47 639 доларів для жінок. За межею бідності перебувало 12,5 % осіб, у тому числі 16,7 % дітей у віці до 18 років та 6,5 % осіб у віці 65 років та старших.
Цивільне працевлаштоване населення становило 2951 осіб. Основні галузі зайнятості: виробництво — 20,4 %, освіта, охорона здоров'я та соціальна допомога — 14,9 %, роздрібна торгівля — 11,4 %, транспорт — 10,6 %.